# Ann Eliza Young
Anna Eliza Webb Young (Nauvoo, Illinois, 13 de septiembre de 1844-7 de diciembre de 1917), también conocida como Ann Eliza Webb Dee Young Denning, fue una de las 55 esposas de Brigham Young, el segundo presidente de la Iglesia de los Santos de los Últimos Días, y posteriormente fue una crítica de la poligamia.

## Infancia
Anna Eliza fue hija de Chauncey Griswold Webb y Eliza Churchill, dos conversos de la Iglesia Jesucristo de los Santos de los Últimos días, quienes siguieron a Brigham Young en el éxodo hacia los territorios del actual estado de Utah, después de la muerte de Joseph Smith.
Chauncey Webb llegó a Salt Lake City el 20 de septiembre de 1848, junto con sus dos esposas: Eliza Churchill (la madre de Anna Eliza), primera y legal esposa de Chauncey, y su otra esposa más joven, Elizabeth Taft.
Chauncey tuvo otros cuatro hijos con la madre de Anna Eliza: Gilbert, Eduard, Lorenzo y Helen, siendo Anna Eliza la única que llegó a la adultez.
Cuando los Webb hicieron el viaje desde Ilinois hasta Utah, Elizabeth Taft estaba embarazada, y en febrero de 1849 dio a luz un niño.
A propósito del nacimiento de su medio hermano, Anna Eliza lo recuerda así:

Fue una fuerte prueba para mi madre. Lo sobrellevó con valor y se mostró como una verdadera cristiana y una mujer muy comprensiva.

Tomó a su cargo el cuidado de la madre y el niño. Si sintió alguna amargura en su corazón, desde luego no lo mostró. Era una situación muy difícil para cualquier mujer: cuidar del nacimiento de un niño cuyo padre era su propio marido.

## Primer matrimonio
Ann Eliza Young se casó con James Dee de manera monógama el 4 de abril de 1863 en Salt Lake City, Territorio de Utah. Tuvieron dos hijos juntos y luego se divorciaron. Según su biógrafo Irving Wallace, «durante el resto de sus días, Ann Eliza siempre se refería a James Dee como el hombre que "arruinó" su vida».

## Matrimonio con Brigham Young

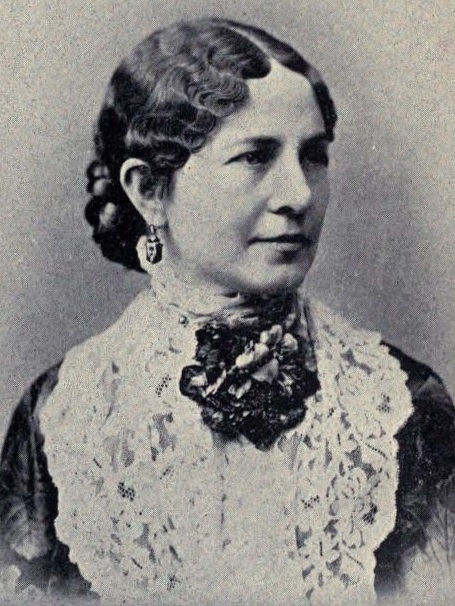
Ann Young en 1887

Años más tarde, después de que se divorciara de James Leech Dee, siguiendo el consejo de su madre y las presiones de Brigham Young, éste tomaría a Ann Eliza Young como su esposa número veintisiete, cuando él tenía 67 años y ella 24.
A pesar de que más tarde, ella se llamó a sí misma «la mujer número 19» de Young, otros se han referido a ella como su «esposa número 27». Un investigador llegó a la conclusión de que era en realidad la mujer número 52 en casarse con Young. Las discrepancias pueden deberse, en parte, a las dificultades para definir lo que constituye una «esposa» en las primeras prácticas polígamas de los mormones.
Tiempo después, Anna Eliza comenzó a hacer amistad con un matrimonio metodista, el reverendo C. C. Stratton y su esposa:

El reverendo Stratton era el primer representante de una religión distinta a las creencias de los Santos que había conocido toda mi vida.

Una tarde, el reverendo Stratton y su esposa se reunieron con Anna Eliza Webb. Y Anna Eliza lo describió así:

Me recibieron con tanta cordialidad [dijo ella después] que mi corazón se llenó inmediatamente de amor por ellos. 

Les hablé sin reservas. Les conté mi infancia, mi aprendizaje de la religión De los Santos de los Últimos Días, mi desgraciada experiencia matrimonial y todas las causas que concurrieron a mi casamiento con el «profeta» Brigham Young.
Ellos me escucharon con ansiosa simpatía y, cuando terminé mi historia, sus labios se desbordaron de palabras de consuelo.

No las olvidaré en toda mi vida. Fueron las palabras más dulces que jamás me fueron dirigidas, pues me ayudaron a ver el camino por el que podía escapar de la esclavitud de la secta SUD.

La noche en que Anna Eliza Webb escapó del harén de Brigham Young, fue ayudada por sus amigos: el reverendo Stratton y su esposa. Ellos la llevaron a pasar la noche en el hotel Walker House.

## Activismo contra la poligamia y el mormonismo
Anna Eliza Young presentó una demanda de divorcio contra Brigham Young en enero de 1873, lo cual fue un acto que llamó mucho la atención. Su demanda de divorcio presentaba cargos de negligencia, maltrato y abandono, y afirmó que su marido tenía bienes por valor de ocho millones de dólares y un ingreso de más de USD 40 000 al mes. Young respondió que era propietario de menos de USD 600 000 dólares en propiedades y que su ingreso era menor de USD 6000 dólares al mes.
Anna Eliza Young fue excomulgada el 10 de octubre de 1874. El divorcio fue concedido en enero de 1875. Brigham Young recibió la orden de pagar quinientos dólares mensuales por subsidio y tres mil dólares en honorarios judiciales. Cuando Young inicialmente se negó, fue declarado en desacato y condenado a un día de cárcel y una multa de  veinticinco dólares. El dictamen de pensión alimenticia fue posteriormente anulado por el argumento de que un matrimonio polígamo era jurídicamente inválido, lo que podría acusar a ambos por la cohabitación ilegal.
Ann Eliza Young viajó posteriormente por los Estados Unidos y habló en contra de la poligamia, el mormonismo, y del mismo Brigham Young. Ann Eliza Young testificó ante el Congreso de Estados Unidos en 1875. Estas observaciones, según algunos, fueron responsables de haber contribuido a la aprobación de la Ley Poland (1874), la que reorganizó el sistema judicial del Territorio de Utah y facilitó al gobierno federal el enjuiciar a los polígamos.
A continuación se muestra parte del discurso pronunciado por Anna Eliza Webb Young en su serie de convenciones por Estados Unidos:

Yo tuve el valor y recibí la ayuda para romper con mi fe Santa de los Últimos Días y sus conexiones, que muy pocas mujeres pueden tener.

Sin embargo, el paso exigió gran fortaleza y lo intenté con muchas dudas. 
¿Cómo me recibiría la sociedad? 
¿Las damas reconocerían a una que fuera esposa polígama?
¿Hasta dónde se atreverían a perseguirme las autoridades de la secta mormona?
Sé que intentan desacreditarme, pero ¿Llegarían más lejos?
¿Intentarían la violencia personal?
¿Podrían cuidarme mis viejos amigos y mis parientes?

En 1876 publicó una autobiografía titulada: La esposa número 19 (en inglés Wife No. 19). En ella escribió que había 

un deseo de mostrar al mundo lo que el mormonismo es realmente, para exponer el estado lamentable de sus mujeres, que tuvo lugar en un sistema de esclavitud que es más cruel que la esclavitud africana, ya que dice pueden poseer cuerpo y alma por igual.

## Matrimonio con Moisés R. Denning y últimos años
Varios años después de su divorcio de Brigham Young, se casó con Moisés R. Denning de 53 años de edad, residente de Manistee, Míchigan, un leñador rico y no mormón del que se sabe que tenía un solo brazo. Dos años antes de su matrimonio con Denning, Ann Eliza Young se quedó en la casa de Denning, quien en ese momento estaba casada y tenía hijos. Debido a la estabilidad financiera de Denning, Ann Eliza Young perdió interés en su cruzada contra el mormonismo y la poligamia y detuvo la presentación de conferencias la semana en que Denning se casó con ella. Tiempo después, Denning dejó a Ann Eliza Young después de una serie de supuestas aventuras amorosas que habría tenido con los habitantes de la localidad. Según Wallace, Ann Eliza Young tomó represalias por consejo de su abogado cargando grandes cantidades de dinero a las cuentas de Denning, como lo había hecho anteriormente en su divorcio de Brigham Young.
En 1908, publicó una versión revisada de Wife No. 19 titulada Life in Mormon Bondage, una revisión que excluía cualquier mención de su primer matrimonio con Dee o su tercer matrimonio con Denning. En 1910, se había mudado a Sparks, Nevada. Murió en su casa en Sparks de neumonía relacionada con la vejez y fue enterrada el 9 de diciembre de 1917 en el cementerio de Mountain View, Reno, Nevada.